# Shanghai Kiss
Pour plus de détails, voir Fiche technique et Distribution.
Shanghai Kiss est une comédie dramatique sortie directement en DVD le 9 octobre 2007 aux États-Unis.
Hayden Panettiere y a remporté le prix d'interprétation au Festival du film de Newport Beach pour son rôle dans le film.

## Synopsis
Liam Liu (Ken Leung), un acteur sino-américain qui vit à Los Angeles se retrouve impliqué à son insu avec une lycéenne. Il doit soudainement aller en Chine après avoir appris de son père qu'il vient d'hériter de la maison de sa grand-mère à Shanghai. Il n'apprécie pas vraiment ses origines chinoises et projette dans un premier temps de revendre la maison et de revenir aux États-Unis au plus vite. Il prend goût de la culture chinoise après avoir rencontré une fille là-bas et finit par avoir des grandes décisions à prendre.

### Intrigue
L'intrigue commence par des auditions que Liam passe pour un rôle dans une publicité de dentifrice. Il est refusé après un premier entretien par les agents, car il n'est pas considéré comme assez « asiatique ». Cela commence par attirer notre regard sur les décisions de casting des producteurs d'Hollywood, qui croient fortement que Liam est le stéréotype de l'homme asiatique américain, au point qu'il est difficile pour eux d'obtenir des rôles non stéréotypés. Liam prend alors un bus pour rentrer chez lui maison de l'audition depuis que sa voiture a été enlevé. Là, il rencontre Adelaide Bourbon (Hayden Panettiere), une jeune et belle élève de lycée. Au cours de son retour à la maison, Liam découvre qu'Adelaide a esquissé un dessin de lui. Les deux commencent à avoir une conversation et Adélaïde chante une chanson Liam, après quoi ils deviennent rapidement des amis. Liam se sent coupable de devenir ami avec une jeune fille et Adelaide lui propose plus tard d'aller au bal avec elle. Il refuse, et cela sert de base à la culpabilité ressentie par Liam à propos de cette amitié naissante avec une telle jeune fille. Son ami, Joe Silverman (Joel Moore), est l'un des opposants les plus virulents de l'amitié, car il explique que rien de bon ne peut sortir de ce qui se développe entre lui et Adelaide.
Au cours d'une scène au début du film, Liam exprime sa frustration sur les stéréotypes des hommes de l'Asie à Hollywood, puisque lui-même est un acteur en difficulté. Joe rappelle à Liam qu'il a lui-même pris la décision d'arrêter l'Université Columbia pour poursuivre une carrière d'acteur. Dans la scène du bar, Joe défie Liam de demander de sortir avec une femme blanche assise au bar. Liam s'insurge contre Joe et la femme du bar, Georgia (Kathleen Lancaster), parce qu'elle est censé représenter la superficialité et l'état recherché par Hollywood et les femmes blanches américaines en général. Néanmoins, Liam est attiré par Georgia et est sorti avec plusieurs WGWAG(White Girls With Asian Guys ; femme blanche avec un gars asiatique) avant les relations à Hollywood. Néanmoins, Liam relève le défi et s'assied à côté de Georgia. En peu de temps, il est capable de charmer Georgia, en disant que son nom représente pour Liam son « État confédéré préféré ». Les deux passent la nuit ensemble, mais Liam pleure quand son père l'appelle alors que les deux sont engagés dans un rapport sexuel, officiellement parce que Liam, tout en étant capable de coucher avec la femme qu'il a choisi, se sent affres de la vacuité de ne pas être connecté à sa culture, et au lieu, se laisse entraîner dans l'image de réussite que représentent les femmes comme Georgia.
Après la nuit passée avec Georgia, Liam amène Adelaide au lycée. Liam est évidemment en contradiction, comme il se connecte avec Adelaide sur un plan intellectuel, mais ne peut pas aller au-delà à cause de la différence de leur âge. Liam reçoit alors un appel de son père à New York, l'informant que grand-mère de Liam est décédé et lui a laissé une petite maison à Shanghai. Liam se rend à Shanghai, en promettant d'appeler Adelaide quotidienne pendant qu'il est là. À son arrivée, il est accueilli par sa cousine qui parle anglais et qui a trouvé un couple de personnes âgées pour acheter la maison de Liam pour lui. Après avoir passé une nuit sur la ville avec son cousin et une call-girl nommée Amy (qui il n'a pas eu de rapports sexuels avec), ainsi que d'un appel de fin de nuit maladroit d'Adélaïde à son hôtel, Liam va à la rencontre des acheteurs de sa maison. Après avoir vu Shanghai à partir de sa maison, et avoir entendu que la maison se vendrait cinq cent mille yuans et non pas cinq cent mille dollars, Liam choisit de ne pas la vendre. c'est alors qu'il rencontre dans un bar Micki Yang (Kelly Hu). Micki résiste dans un premier temps aux charmes de Liam, mais les deux parcourent lentement Shanghai et Liam découvre la ville comme il ne l'a jamais vu. Micki est encore un peu sceptique quant à Liam, puisque Liam est essentiellement un étranger dans son pays d'origine et ne l'a jamais visité et qui connaît donc que peu de choses sur son pays natal. Après avoir passé la nuit ensemble, Liam décide de s'installer dans la maison de sa grand-mère à Shanghai.
Liam retourne à Los Angeles et fait part à ses amis de son plan. Après un adieu en larmes avec Adelaide, il retourne à Shanghai et essaie de vivre comme un Chinois. Malheureusement, Liam est capturé par le petit-ami de Micki qui est un gangster, ce dont Liam n'était pas au courant. Soulignant l'éducation américaine de Liam, l'ami de Micki jette Liam d'une limousine sous une pluie battante dans le centre-ville de Shanghai. Liam est confronté à son statut d'étranger, alors qu'il erre dans les rues incapable de communiquer avec les gens du pays ou de trouver le chemin du retour. Liam demande plus tard à Micki des détails sur son petit ami, et elle lui répond qu'elle n'est avec lui uniquement parce que sa famille est sans ressources - sa mère éleva et ses nombreux frères et sœurs seules, et il peut grandement aider sa famille à avoir accès à ces fonds. Elle a également mentionné que Liam ne pouvez pas comprendre le choix de vie de quelqu'un de pauvre.
Micki dit alors à Liam de retourner à Los Angeles. Il est sur le point de vendre sa maison au couple de personnes âgées, mais change à nouveau d'avis et décide de quitter la maison au profit de Micki, qui sera en mesure de l'utiliser pour vivre avec sa famille et ne sera donc pas obligée de rester avec son petit ami à cause de problèmes d'argent. Il revient aux États-Unis pour se réconcilier avec Adelaide, mais elle le rejette, car elle va partir pour la France dans une école d'art. Avec un message contradictoire d'au revoir, elle part en France. Liam se réconcilie avec son père, et obtient un emploi dans un Starbuck's Café. Il passe avec succès une audition pour une pub pour un traitement d'herpès génital. Adelaide revient ensuite aux États-Unis et Liam est prêt à la rencontrer à son arrivée à l'aéroport. Cependant, comme il se prépare à marcher jusqu'à elle pour lui donner des fleurs, il voit un homme blanc embrassant Adelaide alors qu'ils se séparent. Liam sort de l'aéroport et jette ses fleurs par frustration. Comme il se prépare à partir, Adelaide l'aborde. Quand il pose des questions sur l'homme à l'aéroport, elle informe Liam que l'homme était son professeur et qu'il est gay comme un ananas. Ils sont d'accord pour relancer leur relation sur une base plus solide (si pour aucune autre raison parce qu'elle a maintenant atteint l'âge légal). Elle lui dit : "tout est possible, c'est la beauté de la vie". Le film se termine alors qu'il la serre dans ses bras à l'extérieur de l'aéroport avec la chanson "Home" chantée en arrière-plan par Hayden Panettiere.

## Fiche technique
- Titre français : inconnu
- Titre original : Shanghai Kiss
- Réalisateur : Kern Konwiser et David Ren
- Scénariste : David Ren
- Montage : Zene Baker (en)
- Producteur : Kip Konwiser 
  - Producteurs exécutifs : Michael J.G. Gleissner
  - Société de production : Bigfoot Entertainment, Konwiser Brothers (États-Unis) / China Film Group, Shanghai Kid Films (Chine)
- Société de distribution : Starz Home Entertainment, Anchor Bay Entertainment, États-Unis
- Directrice de casting : Linda Phillips-Palo
- Décors : Wenzai Gu et Ben Woolverton
- Costumes : Shawnelle Cherry
- Musique : David Kitay
- Directeur de la photographie : Alexander Buono
- Pays : Chine / États-Unis
- Langue : anglais
- Durée : 106 minutes
- Dates de sortie : 
  - États-Unis : 9 octobre 2007 (directement en DVD)
  - France : inconnu

## Distribution
| Acteur             | Rôle             |
| ------------------ | ---------------- |
| Ken Leung          | Liam Liu         |
| Hayden Panettiere  | Adelaide Bourbon |
| Kelly Hu           | Micki Yang       |
| Joel Moore         | Joe Silverman    |
| Oliver Yan         | Ling Ming        |
| James Hong         | Mark Liu         |
| Spencer Redford    | Jessica          |
| Summer Altice      | Virginia         |
| Kathleen Lancaster | Georgia          |
| Byron Mann         | Jai Li           |